# Dylan Bronn
Dylan Bronn (19 de junho de 1995) é um futebolista tunisino que joga pelo Salernitana.

## Carreira
Foi convocado para defender a Seleção Tunisiana de Futebol na Copa do Mundo de 2018.